# Пролетарка (Алтайський район, Казахстан)
Пролета́рка (каз. Пролетарка) — село у складі Алтайського району Східноказахстанської області Казахстану. Входить до складу Чапаєвського сільського округу.
Населення —  (2021; 102 у 2009, 189 у 1999, 186 у 1989).
Національний склад станом на 1989 рік:
- росіяни — 60 %
- казахи — 34 %